# Idioma cimbriano
El cimbrio (en alemán: Zimbrisch o Tzimbrisch; en italiano: Cimbro) se refiere a cualquiera de las variantes locales de alto alemán habladas en el nordeste de Italia.
El cimbrio es una lengua germánica relacionada al austro-bávaro y más probablemente derivado del dialecto austro-bávaro del sur (sin embargo un origen lombardo no pudo ser descartado). También está relacionado al idioma mócheno. Sus diferencias muy esenciales en gramática como en vocabulario lo hace prácticamente inintelegible para hablantes de alemán estándar o bávaro. El bávaro es también hablado en la provincia de Tirol del Sur. El impacto de las variantes circundantes del italiano en el cimbrio ha sido muy fuerte.

## Historia

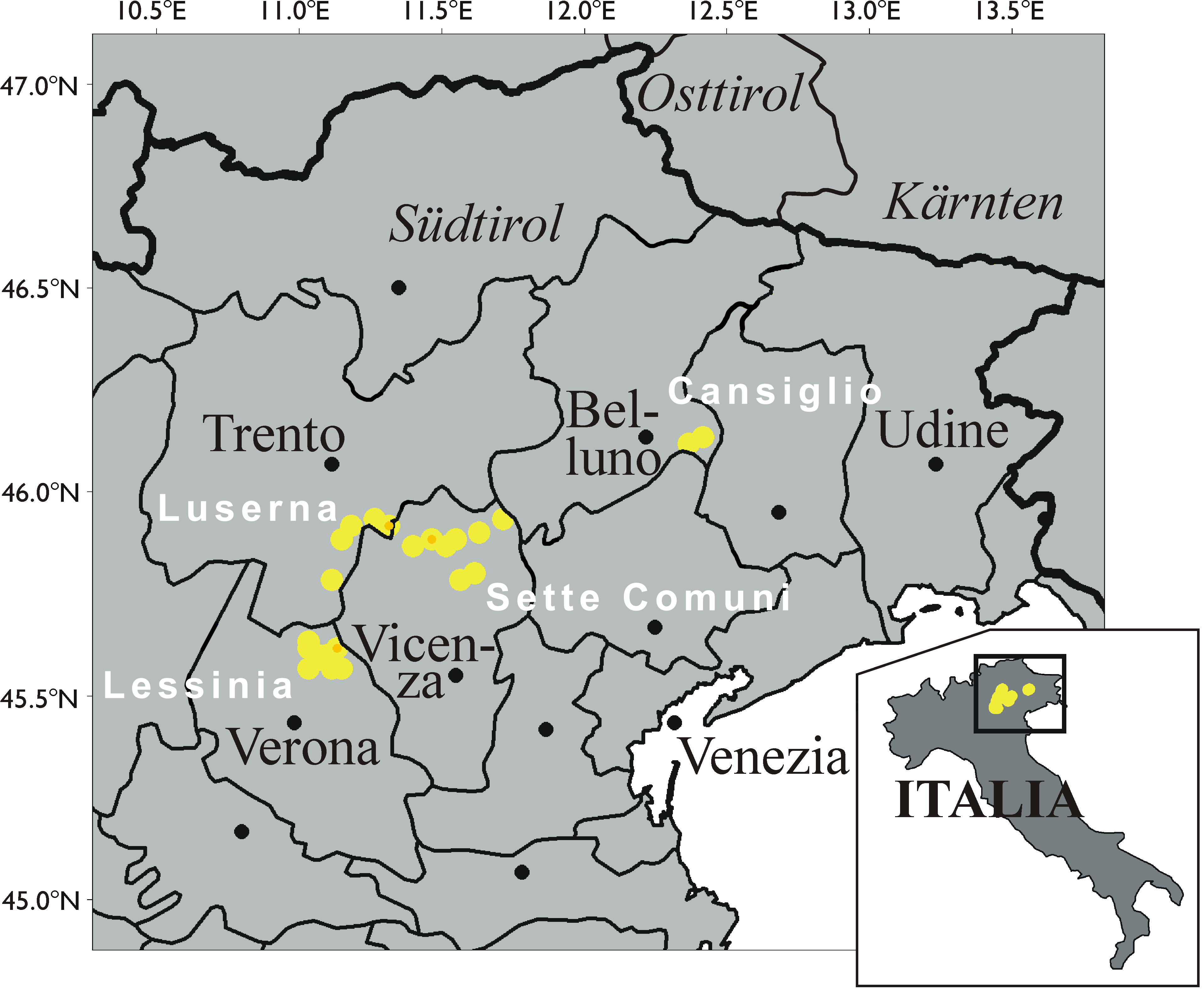
Distribución histórica (amarillo) y actual (anaranjado) del cimbrio y del mócheno.

El registro más temprano de migración de bávaros a Verona data aproximadamente del año 1050. El asentamiento continuó durante los siglos XI y XII.
Una teoría sobre el origen lombardo del cimbrio fue propuesta en 1948 por Bruno Schweizer y nuevamente en 1974 por Alfonso Bellotto. El debate fue otra vez revivido en 2004 por el lingüista cimbrio Ermenegildo Bidese. La mayoría de los lingüistas continúan apoyando la hipótesis de la migración medieval.
La presencia de comunidades germanohablantes en Italia fue descubierta en el siglo XIV por humanistas italianos, quienes la asociaron con los cimbros, pueblo que llegó a la región en el siglo II DC. Este es el posible origen al endónimo actual (Zimbar). Una hipótesis alternativa propone que el nombre deriva de un término para "carpintero", cognado con el inglés timber (madera), literalmente timberer (maderero).

## Dialectos
Los tres mayores dialectos del cimbriano son hablados en:
- Los Siete Municipios (Siben Komoin), actualmente solo en el pueblo de Roana (Robàan).
- Luserna (Lusern), en Trento.
- Los Treinta Municipios (Dreizehn Komoin), actualmente solo en el pueblo de Giazza.
- Algunos pueblos en los Alpes cárnicos como Sappada y Sauris.

El cimbriano está en peligro de extinción por el italiano estándar, el cual es usado frecuentemente en público, y el vecino idioma véneto. Hay un estimado de 2,200 personas que hablan cimbriano.
En Trento, según el censo del 2001, el primero en el que se registró lenguas nativas, el cimbriano era hablado por una mayoría en la municipalidad de Luserna (267 personas, 89.9%). En otras municipalidades de Trento 615 personas se declararon miembros del grupo lingüístico cimbriano, un total de 892 en Trento.

## Estatus
El cimbriano es reconocido oficialmente en la provincia de Trento por ley provincial y nacional. A inicios de los 90, varias leyes y regulaciones han pasado por el Parlamento italiano y la asamblea provincial que puso el idioma y la cultura cimbriana bajo protección. Un instituto cultural fue fundado por decreto, cuyo propósito es salvaguardar y educar en esa lengua. Se adaptó el currículo escolar para que se enseñe en cimbriano, y se cambiaron los letreros públicos para que sean bilingües.

## Ejemplo
| Cimbriano | Alemán | Español                                                                                            |
| --- | --- | -------------------------------------------------------------------------------------------------- |
| Christus ist au gestanden Von der marter alle, Daz sunna bier alle froalich sayn Christus bil unsare troast sayn. | Christ ist auferstanden Von der Marter alle, Des solln wir alle fröhlich sein, Christ will unser Trost sein. | Cristo ha resucitado de todas las torturas, por lo tanto, alegrémonos Cristo será nuestro consuelo |